# عباس علوی
عباس علوی متولد تبریز پزشک ایرانی-آمریکایی از پیشروان دانش پزشکی هسته‌ای است. او دانش‌آموخته دبیرستان فردوسی تبریز ودانشگاه علوم پزشکی تهران است و دارای دو دکترای افتخاری نیز می‌باشد، و از سال ۱۹۷۱ تا کنون در دانشگاه پنسیلوانیا عضو هیئت علمی و رئیس بخش پزشکی هسته‌ای این دانشگاه بوده و هم‌اکنون ریاست مشترک مرکز پژوهش های کهنسالی این دانشگاه را بر عهده دارد. علوی در دهه ۷۰ میلادی شاگرد و یکی از اعضای تیم دیوید کوهل (ابداع‌کننده سیستم‌های اسپکت) بود، که نام وی به همراه دکتر کوهل جزو ابداع کنندگان این سیستمها دیده می‌شود. در سال ۲۰۰۴، جامعه پزشکی هسته‌ای آمریکا بخاطر خدمات علمی ارزنده اش در سیستم‌های پت اسکن، بالاترین جایزه خود را به او اهدا کرد.
وی به‌همراه همسرش، جِین علوی (سرطان‌شناس در دانشگاه پنسیلوانیا) سال‌ها در زمینهٔ آموزش دانشجویان پزشکی هسته‌ای تلاش داشته‌اند و توانسته‌اند ادامه تحصیل دانشجویان بسیاری را از طریق جذب کمک هزینه‌های تحصیلی فراهم آورند.